# واقع معزز

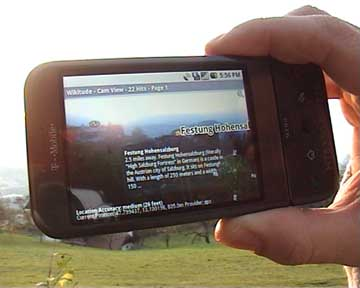
مثال على تقنية الواقع المعزز.

الواقع المعزز (بالإنجليزية: Augmented Reality)‏ هي التكنولوجيا القائمة على إسقاط الأجسام الافتراضية والمعلومات في بيئة المستخدم الحقيقية لتوفر معلومات إضافية أو تكون موجهًا له، وعلى النقيض من الواقع الافتراضي القائم على إسقاط الأجسام الحقيقية في بيئة افتراضية. يستطيع المستخدم التعامل مع المعلومات والأجسام الأفتراضية في الواقع المعزز من خلال عدة أجهزه سواء أكانت محمولة كالهاتف الذكي أو من خلال الأجهزة التي تُرْتَدَى كالنظارات، والعدسات اللاصقة وجميع هذه الأجهزة تستخدم نظام التتبع الذي يوفر دقة بالإسقاط، وعرض المعلومة في المكان المناسب كنظام تحديد المواقع العالمي (نظام التموضع العالمي)، والكاميرا، والبوصلة كمدخلات يتم التفاعل معها من خلال التطبيقات.

## المقدمة
يسعى الباحثون في الواقع المعزز على عرض الأجسام الأفتراضية، والمعلومات بصورة متكاملة مع البيئة الحقيقية للمستخدم. كذلك لتحسين رؤية المستخدم يتم اسقاط الأجسام سواء أكانت ثلاثية الأبعاد (3D) أو ثنائية الأبعاد (2D) بدقة عالية عن طريق حساب مواقعها قبل الأسقاط في بيئة المستخدم بما يتم تعريفه بمعايرة الكاميرا (Camera Calibration).

## تاريخ الواقع المعزز
بدايات الواقع المعزز تعود إلى عام 1966 حيث قام البرفسيور إيفان سذرلاند باختراع نظارات تسقط الأشكال ثلاثية الأبعاد ذات إظهار سلكي (wireframe model) في البيئة الحقيقية للمستخدم. كانت بدايات ظهور الأجهزة المحمولة والهواتف في الفترة مابين عام 1970-1980 مما شكل نهضة في الحوسبة القابلة للارتداء "حاسب ملبوس". قام كل من كوديل ومزيل. في عام 1990 بتطوير تكنولوجيا تتيح إسقاط مواقع الوصلات الكهربائية في داخل المباني. قامت مجموعة من الباحثون بعمل نظام في عام 1992 لتوجيه القوات الجوية الأمريكية عرف باسم ”VIRTUAL FIXTURES” يقوم بإسقاط حروف كبيرة على الأسطح للاستدلال على مواقع هبوط الطائرات.

## مستقبل الأجهزة في الواقع المعزز
التطور في الأجهزة سواء أكانت محمولة أو قابلة للارتداء له دور كبير في رسم مستقبل الواقع المعزز وتحسين تفاعل المستخدم مع تطبيقاته.

### الهواتف الذكية
الهواتف الذكية تحتوى البنية التحتية التي تحتاجها تطبيقات الواقع المعزز من مجسات وأيضاً تكنولوجيات كمحدد المواقع العالمي (GPS) والبوصلة، والهزاز (vibrating motor)، والمسارع (مقياس تسارع)، والكاميرا. للهواتف الذكية دور بارز في مستقبل الواقع المعزز حيث وجد أن معظم الأشخاص يقومون بتحميل التطبيقات على هواتفهم الذكية سواء أكانو خبراء في هذا المجال أو لا حيث قدر الباحثون عدد التطبيقات التي سوف يتم تنزيلها بحلول 2017 إلى 268,69 بليون تطبيق مقارنة مع عام 2014 حيث بلغ حجم التنزيل حوالي 138,89 بليون تطبيق ليكون ذلك دليل على أن مستقبل الواقع المعزز سيكون من خلال تطبيقات الهواتف الذكية.

### العرض الإفتراضي الشبكي
هي ألية تقوم على استخدام ب الرسوميات نقطية كما في التلفاز مباشرة على شبكية عين المستخدم. مراحل هذه الألية تبدأ بتوليد إشعاع ضوئي لتضمينه بناء على كثافة الصورة ليتم المسح وتغيير المواقع لتطابق مواقعيها على الشبكية ليتم إسقاط الطيف البصري الناتج على شبكية عين المستخدم نتيجة هذه العملية تباين، ودقة عالية للصور (دقة شاشة) التي سيتم إسقاطها، الذي من شأنه تقليل الوقت اللازم لقراءة النصوص وخاصة في التطبيقات التي تحتاج إلى وضوح عال كالملاحة الفضائية، والجراحة الطبية.

### العدسات اللاصقة
العدسات اللاصقة تستخدم مبدأ الاسقاط من خلال استخدام المرايا العاكسة كشاشات الكريستال السائلة (شاشة العرض البلوري السائل) ورقائق السليكون المؤكسدة وصمام ثنائي باعث للضوء (LED) وأنبوب أشعة الكاثود. ولعل أهم تجربة في هذا المجال عندما قامت مجموعة من الباحثين من جامعة واشنطن. ببناء عدسات لاصقة صمام ثنائي باعث للضوء واحد واستخدموا لواقط للأشعة الحمراء كمصدر طاقة. إن استخدام العدسات اللاصقة في بناء الواقع المعزز يتطلب استخدام مبدأ الكتروضوئي في بتاء الدارات المكونة لهذه العدسات كدوائر التحكم والاتصال واللواقط بالإضافة إلى ضرورة وجود عدد كبير من صمامات ثنائية باعثة للضوء لتكوين الصورة أمام عين المستخدم.
هذه العدسات سوف تستخدم بعدة طرق كمترجم، وفحص حالة المستخدم الصحية من خلال مراقبة مستوى السكر بالدم، وأيضا في نظام الملاحة.

## الواقع المعزز وردود الفعل الحسية
إضافة ردود الأفعال الحسية للواقع المعزز، وعدم الاكتفاء بإسقاط الأجسام الأفتراضية وحسب له أهمية كبيرة في زيادة تفاعل المستخدم مع التطبيقات المختلفة. إن دمج ردود الفعل الحسية مع الواقع المعزز يعتبر من أهم التحديات حيث أن العمل على هذا الأمر مازال بالطور التمهيدي، وفي المستقبل سوف يطرح عدد من التحديات.

### ردورد الفعل اللمسية (Haptic)
ردود الفعل اللمسية قائمة على توفير اتصال فيزيائي مع الأجسام الأفتراضية التي يتم اسقاطها في البيئة الحقيقية لذلك فإن هذا الدمج يلزمه معايرة ودقة عالية لزيادة تفاعل المستخدم معها.
يعتبر جهاز الاهتزاز من أهم الأجهزة المستخدمة لتحسين وإضافة الإدراك اللمسي. إن ردود الفعل اللمسية مع الواقع المعزز يمكن تطبيقها في عدة نواحي للتعرف على ماهية المواد أو لإجبار المستخدم على أتباع أوامر معينة.سابقاً تم استخدام تكنولوجيا الاهتزازات لزيادة وتقليل خشونة المواد، وبالتالي فإن هذا ممكن أن يطبق للتعرف على خصائص الأجسام الأفتراضية وهيئتها الخارجية ومكونتها على سبيل المثال واحدة من التطبيقات المستخدمة في مجال الواقع المعزز تركيب الملابس على جسم المستخدم دون الحاجة إلى ارتدائها كما في تطبيق "Virtual Dressing Room" ولكن من خلال ردورد الفعل الحسية يستطيع المستخدم التعرف على نوع القماش.
قام فريق من ديزني بإصدار "Reveal" وهو واحد من التكنولوجيات التي تقوم على دمج الواقع المعزز مع الردود الأفعال اللمسية من خلال مبدأ الاهتزازات الكهربائية العكسية والذي من شأنه أن يستخدم مستقبلاً في المكتبات من خلال تمرير اليد على غلاف الكتب للاستدلال على محتواها، كمثال أخر في ألة الصراف الألي للاستلال على كلمة السر في حال نسيان المستخدم بها، أيضاٌ تمكن المكفوفيين الاستدلال على الطريق من خلال ملامس الأسطح.

### ردود الفعل السمعية
للصوت أهمية كبيرة في الاتصال والتواصل والأدراك. يحاول الواقع المعزز دمج ردود الفعل السمعية من خلال تحريك الأجسام الأفتراضية لزيادة التفاعل، وكثير من تقنيات الصوت الحديثة كالصوت ثلاثي الأبعاد (3D sound) والصوت المكاني (spatial sound) لزيادة الدقة في الاستدلال على مصدر الصوت وبالتالي زيادة التفاعل.

### ردورد الفعل المتعلقة بحاسة الشم والتذوق
حاسة الشم يمكنها أن تلعب دور في الواقع المعزز عن طريق دمجها مع حاسة التذوق، ولعل أكثر تجربة مشهورة في هذا المجال "ِAugmented Reality Flavor", حيث تم الاستعانة بمضخة باعثة للروائح ونظارات تعمل على تركيب صور لبسكويت بأطعمة مختلفة للتحكم بحاسة التذوق للمستخدم الذي من شأنه الاستفادة منه للتحسين حاسة التذوق لدى كبار السن.

## الاستثمارات بالواقع المعزز
تكنولوجيا الواقع المعزز جذبت كبرى شركات تكنولوجيا المعلومات والتواصل الاجتماعي. جميع هذه الشركات تسعى بشكل حثيث إلى تزويد المستهلك بتكنولوجيا يكون لها دور أساسي في حياته وبالتالي بدأت كلا من هذه الشركات بعمل بحوث حثيثة على هذه التكتولوجيا، وتخصيص مبالغ لدعم هذه البحوث مما فتح باب التنافس على مصراعيه حتى يكون لكل واحدة منهن دور ريادي ومميز في هذا المجال; نتيجة لذلك قامت معظم هذه الشركات بعرض فيديوهات توضح فيها المستقبل بوجود تكنولوجيا الواقع المعزز ومن هذه الشركات:
- شركة جوجل استثمرت بالواقع المعزز من خلال شركة "Magic Leap" هذه الشركة تعمل على ترسيخ مفهوم جديد في الواقع المعزز وهو الواقع السينمائي; الذي من شأنه غمر المستخدم بالأجسام ثلاثية الأبعاد بدقة ووضوح عال حيث تعاونت مع فريق عمل له خبرة في هذا المجال، وكان نتاج هذا التعاون "Hour Blue" حيث يتيح للمستخدم التعامل مع شخصية افتراضية.[11][12]

- شركة أبل  قامت مؤخراٌ بشراء شركة "Metaio", وقد قامت بتطوير "Junaio" الذي هو عبارة عن متصفح مجاني خاص بالهواتف المحمولة يقوم بالدخول إلى كاميرا المستخدم وموقعه، وكما يسمح له بإضافة ملاحظات وأجسام ثلاثية الأبعاد ومشاركتها مع المشتركين الأخرين، وكذلك مواقع التواصل الاجتماعي الذي من شأنه إغناء قاعدة بيانات التوجيه مما يتيح أن يستخدم مستقبلاٌ كموجه للمستخدم من خلال نظارات ذكية.[13]

- شركة مايكروسوفت  قامت بتصميم نظارات "HoloLens", وهي نظارات ذكية ستكون متوفره للبيع في عام 2016 وبتكلفة 3000$ هذه النظارات تحتوى على عدة عناصر مجسات لتتبع حركة الرأس ومستشعرات للصوت وكاميرا ذات استشعار عميق لالتقاط معلومات ثلاثية الأبعاد ووحدة معالجة مركزية ووحدة معالجة الرسوميات جميع هذه العناصر تتشارك فيما بينها لإتباع أوامر المستخدم سواء أكانت ايماءات أو صوت.[14]

بالرغم من أن الواقع المعزز مازال غير بارز في الوقت الراهن الا أن التطور السريع والتقدم في مجال المكونات المادية كل ذلك من شأنه أن يشكل نهضة للواقع المعزز، وتقديم منتجات تكون يومية الاستخدام، وأن يفتح الباب على مصرعيه للمنافسة بين كبرى الشركات.

## مستقبل الواقع المعزز
يسعى الباحثون في هذا المجال أن يكون مستقبل تطبيقات الواقع المعزز أكثر متانة، وأكثر جذبا لجمهور المستخدمين، وأن يشمل مناحي الحياة المختلفة.

### مستقبل الواقع المعزز في التعليم
مما لاشك فيه أن التعلم من خلال الممارسة ذا فعالية أكثر من طرق التعليم المختلفة من قراءة وكتابة. وبذلك يمكن للواقع المعزز أن يشارك بشكل قوي في هذا المجال، وأن يدخل إلى الغرف الصفية الذي من شأنة أن يكون حافزاٌ للتعلم، وو زيادة التركيز.
طبيعية الواقع المعزز من خلال عرض الأجسام الافتراضية في البيئة الحقيقية للطلاب من شأنه أن يؤتي أكله في تحسين أداء الطلاب وزيادة تفاعلهم. وعلاوة على ذلك توفر لهم الفرصة لرؤية الصور ثلاتية الأبعاد وتحريكها، والتفاعل معها من خلال كتب مصممة لذلك.
الواقع المعزز يساهم في العديد من الأبحاث العلمية، وخصوصا التي لا يمكن التعامل معها بطريقة تقليدية على سبيل المثال لعمل التفاعلات الكيميائية لمساق الكيمياء; الواقع المعزز وفر الإمكانية لأستخدام مواد افتراضية وخلطها ورؤية النتائج في الغرفة الصفية دون الحاجة لوجود هذه المواد أو المختبرات.
علم الفضاء واحد من أهم المجالات التي يمكن أن يطبق فيها الواقع المعزز لما يحتوية من غموض وعدم توفر البنية التحتية للرصد من مراصد فلكية وخصوصاٌ في العالم العربي، ليتم بذلك الاستعانة بتطبيقات الواقع المعزز لعرض الكواكب والمجرات على الأجهزة المحمولة كالهواتف الذكية التي يتوافر فيها (GPS) لتحديد موقع المستخدم (خطوط الطول، ودوائرالعرض) والبوصلة ولتحديد اتجاه المستخدم والمسارع لتحديد الارتفاع، نظام العالمي لتحديد الوقت (توقيت عالمي) جميع هذه العناصر الاربعة تعمل فيما بينها عن طريق سلسلة من العمليات وحسابات لتحديد وجهة المستخدم ليتم بعد ذلك عرض المجرات، والكواكب... الخ. ولعل أبرز تطبيق على هذا المجال هو مراقبة السماء "Gazing star".
تطبيق الواقع المعزز في التعليم ما زال يواجه عدة تحديات ألا وهي أن عرض محتويات تعليمية يحتاج خبراء فنيين، وكما أن الاستثمار في هذا المجال مكلف ويحتاج إلى أجهزه متطورة من كاميرات وجهاز عرض ويحتاج إلى خبراء لاصلاح أية أعطال. أضافة إلى ذلك أن الواقع المعزز ما زال غير دقيق في عرض الأجسام في المكان والوقت المناسب.

### مستقبل الواقع المعزز في العناية الصحية
في المجال الطبي دخل الواقع المعزز كأداة تدريبية وتصورية في العمليات الجراحية حيث يجمع المعلومات ثلاثية الأبعاد للمريض وبعرضها في البيئة الحقيقية من خلال عدة مجسات مثلا كمجسات تصوير الرنين المغناطيسي (تصوير بالرنين المغناطيسي) حيث تعطي
أشعة أكس فوق المريض.
تكنولوجيا الواقع المعزز لها مستقبل واعد في الجراحة الطبية عن طريق استبدال الشقوق التي يتم عملها لاجراء العمليات الجراحية، وكذلك الاستغناء عن استخدام المناظير الطبية لرؤية ما بداخل المريض، من خلال عرض ما بداخل المريض. علاوة على ذلك يمكن للطبيب الولوج إلى معلومات المريض بشكل متزامن مع إجرائه العملية الجراحية، كما يمكن استخدامها لتحديد أماكن عمل الشقوق للبدء بالجراحة.

### الواقع المعزز في مجال الألعاب
اللاعبون دائماٌ ما لديهم ذلك الهاجس لتجربة كل تكنولوجيا جديدة مثل إكس بوكس وبلاي ستيشن. في الواقع يبدو أن الواقع المعزز شارك بشكل فعال في هذا المجال حيث سمح للاعبين باللعب في الواقع من خلال النظارات ومشاركة تجاربهم مع الاخرين مثل لعبة الحرب الشاملة ”Total War game” التي سوف تكون متوفرة على "Microsoft HoloLens".

الواقع المعزز له سوقه في مجال الألعاب ويسعى دائماٌ للتطور ليجذب أكبر عدد ممكن من اللاعبين. كل هذا يطرح عدداٌ من التساؤلات بما يتعلق بمشكلة الأدمان على هذا النوع من الألعاب، وأيضاٌ عدم القدرة على التمييز بين الواقع والخيال.

### الواقع المعزز في مجال التجارة الالكترونية
سيحدث الواقع المعزز نقلة نوعية في هذا المجال من خلال السماح للمستهلك بتجربة المنتج قبل شرائه. على سبيل المثال في تطبيق ”TryLive” أصبح من الممكن للمستهلك أن يفحص مظهر النظارات وحجمها عليه قبل أن يقبل على شرائها ألكترونياٌ.

## المحددات والمعوقات أمام أستخدام الواقع المعزز
هنالك بعض المحددات أمام بروز تكنولوجيا الواقع المعزز ومن هذه التحديات وبعض الحلول المقترحة لها:-

### نظام التتبع والاتصالات الضوئية المرئية
هنالك بعض المحددات التي تواجهها تكنولوجيا GPS تتعلق بالأستخدام الداخلي داخل المباني حيث أن بعض الحلول المقترحه هو أستخدام تقنية الاتصالات الضوئية المرئية (في إل سي ميديا بلاير) هذه تقنية طورت لتستخدم كنظام تتبع داخل المباني للاستغناء عن استخدام GPS.

الاتصالات الضوئية المرئية تستخدم مجموعة من الصمامات الثنائية الباعثة للضوء لنقل المعلومات، ويعمل حساس الصورة على استقبال موجات الضوء. كما يحتوى هذا النظام على كاميرا وجهاز كمبيوتر محمول لاستشعار أماكن الصمامات الثنائية الباعثة للضوء، وفك شفرة الإشارات الضوئية. ولتسهيل تمييز الصمامات ثنائية الباعثة للضوء يتم اعطاء كل واحدة منها عنوان فريد (ID).

هذا النظام له ميزات عدة حيث أنه يستفيد من البنية التحتية المتوفرة لوجود هذه الأضواء مما يقل تكاليف إنشاء بنية جديدة أو طاقة أضافية.

### الهواتف الذكية والأجهزة القابلة للارتداء
معظم تطبيقات الواقع المعزز على الهواتف الذكية تؤدي إلى استنزاف بطارية الجهاز حيث أنها تحتاج إلى عمليات ومعالجات معقدة. علاوة على ذلك فإن الهواتف الذكية لها شاشة صغيرة الحجم مما يقلل من التفاعل مع تطبيقات الواقع المعزز.

جميع هذه المحددات أدت للاتجاه نحو الأجهزة القابلة للارتداء كالنظارات والعدسات اللاصقة التي من شأنها غمر المستخدم بالأجسام الأفتراضية الأمر الذي يؤدي إلى زيادة تفاعل المستخدم ولكنها بذات الوقت قد تؤدي إلى أوجاع بالرأس كما هو الحال مع نظارات جوجل.

### الخصوصية والواقع المعزز
لعل أهم المعضلات التي سوف تواجهها تكنولوجيا الواقع المعزز هو الخصوصية. كما هو معلوم فإن معظم الأشخاص لديهم حساب على مواقع التواصل الأجتماعي كالفيسبوك وتويتر، ويميل معظمهم إلى رفع صورهم الشخصية، مما يشكل قاعدة بيانات واسعة. حيث قدر الباحثون عدد الصور التي تُرْفَع على الفيس بوك في عام 2010 إلى 2.5 بليون صورة
 

وتكمن المشكلة عند استخدام قاعدة البيانات الضخمة مع برامج تحليل الصور من خلال تطبيقات الواقع المعزز مما يؤدي إلى التعرف على الأشخاص منذ اللقاء الأول وبالتالي يستطيع الغرباء التعرف على هوية أي شخص مما يؤثر على الخصوصية والشعور بالأمان.

## الخلاصة
الواقع المعزز له دور بارز في مجموعة واسعة من التطبيقات، مما يعتبر مفتاحاٌ لتكنولوجيات المستقبل. ومما لاشك فيه فإن الواقع المعزز قد تخطى المرحلة التمهيدية المتعلقة بأسقاط الأجسام الأفتراضية في البيئة الحقيقية للمستخدم ليتم الاستعانة بأجهزة أكثر تقدماٌ كالأجهزة القابلة للارتداء والتي توفر واجهة للتفاعل مع هذه الأجسام الأفتراضية ثلاثية وثنائية الأبعاد.

تطبيقات الواقع المعزز امتدت لتشمل مختلف قطاعات الحياة المختلفة بما في ذلك التعلم والصحة والجيش ... الخ. الاستثمار في هذا المجال يجذب العديد من كبرى الشركات الرائدة في عالم تكنولوجيا المعلومات التي تحاول إنتاج منتجات قابلة للتسويق وتجذب المستهلكين أكثر فأكثر لتصل إلى مرحلة الاستخدام اليومي.
استطاعت تكنولوجيا الواقع المعزز أن تشق طريقها إلى الهواتف المحمولة والأجهزة التي يمكن ارتداؤها، ومحاولة الاستفادة من التقنيات المتاحة لتعزيز الشعور الحقيقي بإضافة ردود الفعل الحسية. 
ويسعى الباحثون في هذا المجال إلى جعل تطبيقات الواقع المعزز أكثر جاذبية، وأكثر إنتاجية، وأكثر إفادة. ومع ذلك، لا يُؤَخَّذ بعين الأعتبار في بعض الحالات خصوصية المستخدم والمجتمع ككل.
في المستقبل القريب، سيكون لتطبيقات الواقع المعزز الأثر الكبير في تغيير حياتنا، وسلوكنا، لنصل لمرحلة تكييف البيئة المحيطة بينا لتسهل تفاعلنا.